# 愛在陽光下
《愛在陽光下》（Love Under the Sun）是2003年拍攝的音樂電影。宣揚不要歧視愛滋病人信息。由劉德華、郭富城、鄭秀文、林子祥、葉蒨文、黃秋生、劉青雲、李克勤、梁詠琪、陳慧琳、陳小春、Twins、Cookies、張柏芝、謝霆鋒、何韻詩、莫文蔚、余文樂明星主演。劉德華執導。香港電台製作。香港關懷愛滋病基金會資助。

## 介紹
這部名為《世界艾滋病日——愛在陽光下》的音樂電影由香港電台製作、由香港關懷艾滋病基金資助。為宣揚不要歧視艾滋病人信息，他們將以各行各業的造型出現。

## 演員表
| 演員   |
| 劉德華 |
| 郭富城 |
| 鄭秀文 |
| 林子祥 |
| 葉倩文 |
| 黃秋生 |
| 劉青雲 |
| 李克勤 |
| 梁詠琪 |
| 陳慧琳 |
| 陳小春 |
| 蔡卓妍 |
| 鍾欣潼 |
| 楊愛瑾 |
| 鄧麗欣 |
| 傅穎   |
| 吳雨霏 |
| 張柏芝 |
| 謝霆鋒 |
| 何韻詩 |
| 莫文蔚 |
| 余文樂 |
| 古天樂 |
| 古巨基 |
| 黃伊汶 |
| 鄭希怡 |
| 黃又南 |
| 徐天佑 |
| 梁漢文 |
| 田震   |
| 許紹雄 |
| 黄文慧 |
| 黄凱芹 |
| 張致恆 |
| 關智斌 |
| 陳明   |
| 鄭鈞   |
| 李楓   |
| 龍天生 |
| 林雪   |

## 演職人員
- 導演：劉德華
- 編劇：陳慶嘉
- 監製：杜琪峰
- 執行導演：楊偉業
- 配樂：金培達
- 出品公司：銀河映像(香港)有限公司